# دشت بزرگ
روستای تاریخی دشت بزرگ که از روستاهای باستانی می‌باشد در ۱۷ کیلومتری شهرستان شوشتر و ۲۷ کیلومتری شهرستان گتوند واقع شده. بزرگان و ریش سفیدان روستا در مورد قدمت آن عقیده داشتند که برای ساختن شهر شوشتر از گچ حاصله از کوره‌های این روستا استفاده شده‌است. البته شاید این کلام مبالغه آمیز باشد اما وجود آثار باستانی دوره ساسانی در این روستا به خصوص (بند بهمن) بر روی آب شور و آسیابهای قدیمی آبی از جمله آسیابی که بر اساس فرسایش و سیل سال ۵۸ از زیر تپه‌ای قدیمی از خاک درآمده‌است و قبرستان‌های متعدد در فواصل مختلف در اطراف روستانشینان از دیرنگی و قدمت تاریخی دشت بزرگ نشان دارد. استاد احمد اقتداری در کتاب دیار شهریاران در وجه تسمیه این روستا می‌گوید: «دشت بزرگ نام آبادی نسبتاً بزرگی است که در منتهی علیه بلوک عقیلی در نزدیکی رودخانه‌ای که از کوهستان به طرف رود کارون جاری است قرار دارد». در کتاب جغرافیای ایران جلد ششم آمده‌است که: دشت بزرگ دهی است از دهستان عقیلی بخش شوشتر که بیش از ۱۱۰۰ سکنه دارد. این تعداد در آن زمان نشان از یک روستای با عظمت دارد.
مکان اولیهٔ دشت بزرگ در نزدیکی تنگ عقیلی بوده که آثار زیادی از دوره‌های هخامنشی و ساسانی در این مکان وجود دارد. که نیاز به توجه مسئولین میراث فرهنگی استان خوزستان و کشور رادارد. آثاری که بر اثر بی‌توجهی و حفاری غیرمجاز رو به نابودی است.
این روستا در مختصات جغرافیایی ۴۸:۵۵ درجه طول شرقی و ۳۲:۰۷ درجه عرض شمالی در ارتفاع ۷۰ متر از سطح دریا واقع است.